# São Paulo de Olivença
São Paulo de Olivença is een gemeente in de Braziliaanse deelstaat Amazonas. De gemeente telt 32.958 inwoners (schatting 2009).
De gemeente grenst aan Tabatinga, Benjamin Constant, Atalaia do Norte, Jutaí, Amaturá en Santo Antônio do Içá.